# Chrám Spasitele (Brno)
Chrám Spasitele je stavba církve československé husitské postavená v letech 1935 a 1936 v brněnské čtvrti Židenice.

## Historie
Bohoslužby československé husitské církve založené roku 1920 se na území Židenic pořádaly již od roku 1921 na různých provizorních místech, jako byly náměstí, hasičské skladiště či hřbitov. Po vzniku samostatné židenické náboženské obce v roce 1927 se začalo uvažovat o stavbě vlastního sboru, pro který byl zakoupen pozemek v nově stavěné části čtvrti, na Karáskově náměstí. Kvůli nedostatku financí byla stavba zahájena položením základního kamene až 2. června 1935, přičemž samotná výstavba chrámu (stavitelem byla firma Stavební závod Židenice) podle projektu architekta Stanislava Kučery započala v říjnu téhož roku. Kvůli podmáčenému terénu musely být základy provedeny 1,6 m pod úrovní ulice, díky čemuž chrám získal sklepní prostory. Sbor byl slavnostně otevřen 5. července 1936 za účasti patriarchy Gustava Adolfa Procházky a biskupa Josefa Rostislava Stejskala. Za druhé světové války byl chrám poškozen bombardováním, zřícený železobetonový strop byl nahrazen současným dřevěným.

## Popis
Chrám Spasitele je jednoduchá a prostá jednolodní stavba s výrazným kulisovým průčelím, které je obráceno do prostoru Karáskova náměstí.
Průčelí chrámu bylo památkově chráněno, ovšem v roce 2020 Ministerstvo kultury České republiky rozhodlo, že zápis objektu do státního seznamu kulturních památek z roku 1989 proběhl opožděně, takže památková ochrana skončila 31. prosince 1987.